# Emmanuelle Parèze
Emmanuelle Parèze est une actrice française. Elle est une des rares comédiennes passées du théâtre au cinéma pornographique avant de retrouver les planches.

## Biographie scénique censurée
Emmanuelle Parèze paraît pour la première fois à la télévision le 26 janvier 1967 dans la pièce La Prétentaine diffusée dans le cadre de Au théâtre ce soir. Actrice de théâtre, elle travaille notamment pour la Compagnie Renaud-Barrault quand celle-ci est secouée par les événements de mai 68. Elle revient en tant que danseuse pour le Rabelais mis en scène par Jean-Louis Barrault dans son refuge de l'Élysée-Montmartre.
Elle monte sur les planches en 1973 (crédité comme Emanuèle Pareze) dans une mise en scène de Claude-André Puget de Les amants terribles de Noël Coward avec Tournée Herbert-Karsenty (saison 1973-1974), aussi que dans une mise en scène de René Clermont de Une rose au petit-déjeuner de Pierre Barillet (saison 1974-1975).
Sans délaisser le théâtre, elle fait ses premiers pas sur grand écran en 1974 dans Sexuellement vôtre, une comédie érotique de Max Pécas, avec Valérie Boisgel et Henri Genès.
Emmanuelle Parèze choisit en 1975 de persévérer au cinéma et accepte de tourner dans des films pornographiques. En trois ans, elle participe à une vingtaine de films X sous la direction de Serge Korber, Jean Desvilles ou Claude Bernard-Aubert. Emmanuelle Parèze a joué souvent la Femme de Jacques Insermini comme dans le film Indécences, dans Les Introductions, ou dans le provocant Shocking ! de Claude Mulot. Ensuite, elle a participé dans des filmes masochistes, sadistes, mettant en scène des violences à commencer par le rôle dans L'Essayeuse où elle est violée par un gang. On la voit aussi que dans des rôles de prostituées, de bourgeoises ou d'aristocrates comme dans La Rabatteuse avec Brigitte Lahaie. Selon un témoignage, elle aurait eu un conflit avec le réalisateur Jean-Claude Roy et a été exclue du film Les Demoiselles de pensionnat (1976) et du rôle de directrice.
Elle remonte sur les planches en 1977 (créditée comme Emanuèle Pareze) dans une mise en scène de François Guérin de Patate de Marcel Achard avec Tournée Herbert-Karsenty (saison 1977-1978). Se consacrant désormais au théâtre, elle ne fera que trois apparitions furtives au cinéma dans les années 1980.

## Théâtre
- 1966 : La Prétentaine de Jacques Deval, mise en scène de Robert Manuel, Théâtre Marigny : Nicole[7]
- 1968 : Drôle de baraque d'Adrienne Kennedy, adaptation d'Augy Hayter, mise en scène de Jean-Marie Serreau, Théâtre de l'Odéon : la mère[8]
- 1968 : Chicago de Sam Shepard, adaptation de Céline Zins, mise en scène de Jean-Pierre Granval, Théâtre de l'Odéon : Sally[8]
- 1968 : Rabelais de Jean-Louis Barrault, adaptation de Céline Zins, mise en scène de Jean-Pierre Granval, Élysée-Montmartre : danseuse et figurante[8]
- 1973 : Les Amants terribles de Noël Coward, adaptation de Claude-André Puget, mise en scène d'André Villiers, tournée Herbert-Karsenty[9]
- 1974 : Une rose au petit déjeuner de Pierre Barillet et Jean-Pierre Grédy, mise en scène de René Clermont, Théâtre des Bouffes-Parisiens, tournée Herbert-Karsenty[9]
- 1977 : Patate de Marcel Achard, mise en scène de François Guérin, tournée Herbert-Karsenty[9]
- 1980 : Ferme les yeux et pense à l'Angleterre de John Chapman et Anthony Marriott, mise en scène de Michel Roux, tournée Herbert-Karsenty[10]
- 1982 : Potiche de Pierre Barillet et Jean-Pierre Grédy, mise en scène de Pierre Mondy, tournée Herbert-Karsenty[10]

## Filmographie

### Télévision
- 1966 : Au théâtre ce soir : La Prétentaine de Jacques Deval, réalisation de Pierre Sabbagh : Nicole[1]
- 1968 : Karin, réalisation de Claude Deflandre : Karin 1[11]
- 1975 : Une rose au petit déjeuner, réalisation de Jean Cohen[11]

### Cinéma
- 1974 : Sexuellement vôtre de Max Pécas : un petit rôle
- 1975 : À bout de sexe (ou Un grand coup dans le pare-chocs) de Serge Korber : la femme en Chevrolet Camaro Cabriolet
- 1975 : L'Essayeuse de Serge Korber : Lena
- 1975 : Indécences de Jack Regis : Nicole, la femme du garagiste Jacques Insermini
- 1976 : Les Weekends d'un couple pervers (ou Introductions) de Jean Desvilles : Anne (créditée comme Emmanuelle Parèze), la femme de Jacques Insermini
- 1976 : Perversions (ou La Grande Perversion ou Les Amours difficiles) de Raphael Delpart : Jeanne Berthelot (non créditée)
- 1976 : Langue de velours  (ou La Dépravée) de Jean-Claude Roy : Martha (non créditée)
- 1976 : Excès (ou Jeanne et Paul) de Serge Korber : Jeanne (non créditée)
- 1976 : Shocking ! (ou La dernière nuit) de Claude Mulot : Juliette de Courval, la femme de Jacques Insermini
- 1976 : La Fessée ou les Mémoires de monsieur Léon maître-fesseur) de Claude Bernard-Aubert : Germaine (créditée comme Emanuèle Pareze)
- 1976 : 3001 : L'Odyssée de l'extase de Serge Korber (images d'archives)
- 1977 : Cailles sur canapé de Serge Korber : (images d'archives).
- 1977 : Sarabande porno (ou Esclaves sexuelles sur catalogue) de Claude Bernard-Aubert : Sabrine
- 1977 : Couples complices de Jean Desvilles[12] : Lucie ou Madame Libert (créditée comme Danièle Delaude)
- 1977 : Le Sexe à la bouche de Jean Desvilles : une prostituée (non créditée)
- 1977 : Langues chaudes de Jean Desvilles : la directrice (non créditée)
- 1977 : Jeux de langues de Francis Leroi[13] : Danielle (crédité comme Daniele Deslandes), une sadiste
- 1977 : Le Ringard... les Fantasmes d'un obsédé sexuel de Jean Luret[13] : la femme dans une fête (créditée comme Danielle Delande)
- 1978 : Porno Story de Claude Bernard-Aubert (images d'archives)
- 1978 : Le Sexe qui jouit d'Alain Payet[13] : la femme (créditée comme Daniele Deslandes)
- 1978 : La Rabatteuse de Claude Bernard-Aubert : Géraldine, la comtesse de Mormole[12]
- 1978 : Les Partouzes de Madame Paule d'Alain Payet : Madame Paule (créditée comme Daniele Deslandes)
- 1978 : Les Chattes en feu de Jean Desvilles : (non créditée)
- 1978 : La Grande Sauterie de Jean Desvilles : la femme frigide[13] (créditée comme Danièle Delaude (selon egafd) ou Danielle Deslandes (IMDb))
- 1978 : Sophie aime les sucettes d'Alain Payet : Arlette Bonisseur (non créditée) scène du Le Sexe qui jouit'
- 1978 : Veuves en chaleur de Claude Bernard-Aubert : Ghislaine, la deuxième veuve[14] dans ce film (non créditée)
- 1982 : Rêves de jeunes filles volages (Heiße Höschen) de Michel Jean : prostituée au bar[14]
- 1983 : Vous Habitez Chez Vos Parents? de Michel Fermaud : Mme Gaspard (créditée comme Emmanuelle Belda)
- 1984 : Fantasmes de femmes (Exzesse in der Schönheitsfarm, Die wilden Stunden der schönen Mädchen) de Michel Jean : une porte-parole des touristes[14]
- 1991 : Sexe clinique pour membres vigoureux de Pierre B. Reinhard (images d'archives) : (non créditée)